# Municipio de Crane Creek (Illinois)
El municipio de Crane Creek (en inglés: Crane Creek Township) es un municipio ubicado en el condado de Mason en el estado estadounidense de Illinois. En el año 2010 tenía una población de 136 habitantes y una densidad poblacional de 1,54 personas por km².

## Geografía
El municipio de Crane Creek se encuentra ubicado en las coordenadas 40°10′42″N 89°52′20″O / 40.17833, -89.87222. Según la Oficina del Censo de los Estados Unidos, el municipio tiene una superficie total de 88.59 km², de la cual 88,09 km² corresponden a tierra firme y (0,56 %) 0,5 km² es agua.

## Demografía
Según el censo de 2010, había 136 personas residiendo en el municipio de Crane Creek. La densidad de población era de 1,54 hab./km². De los 136 habitantes, el municipio de Crane Creek estaba compuesto por el 99,26 % blancos, el 0,74 % eran asiáticos. Del total de la población el 0 % eran hispanos o latinos de cualquier raza.